# Anolis aequatorialis
Espèce
Synonymes
- Dactyloa aequatorialis (Werner, 1894)

Anolis aequatorialis est une espèce de sauriens de la famille des Dactyloidae. 

## Répartition
Cette espèce se rencontre en Colombie et en Équateur.

## Publication originale
- Werner, 1894 : Über einige Novitäten der herpetologischen Sammlung des Wiener zoolog. vergl. anatom. Instituts. Zoologische Anzeiger, vol. 17, no 437, p. 155-157 (texte intégral).